# Justin Bieber: Seasons
Justin Bieber: Seasons é uma série documental americana de 2020 sobre o retorno do cantor canadense Justin Bieber à música e suas lutas pessoais, incluindo problemas de saúde (que inclui a batalha contra a doença de Lyme), superação do estresse mental e dependência de drogas. É dirigido e produzido executivo por Michael D. Ratner da OBB Pictures com o fotógrafo Joe Termini definido para dirigir episódios adicionais. O documentário foi produzido pela Bieber Time Films, SB Films e OBB Pictures, com Bieber atuando como produtor executivo.
A série documental quebrou o recorde de estréia mais assistida em sua primeira semana de todos os YouTube Originals até agora, o qual seu episódio de estréia intitulado "Leaving the Spotlight" acumulou 32,65 milhões de visualizações na primeira semana de lançamento, superando o recorde anterior realizada pela estréia da 2ª temporada de “Liza On Demand”, que teve 25,4 milhões de visualizações na primeira semana de lançamento.

## História
Em 24 de dezembro de 2019, Bieber anunciou a série documental. A série é descrita como um "olhar íntimo e profundo sobre sua vida depois de lançar seu quarto álbum de estúdio, Purpose", vencedor do Grammy. A série inclui música e a criação de seu quinto álbum de estúdio, Changes.

## Promoção
O trailer da série de documentários foi lançado em 31 de dezembro de 2019. Um sneak peek foi lançado no especial Dick Clark's New Year's Rockin' Eve, com Bieber dizendo "como humanos, passamos por muitos altos e baixos. Tantas temporadas boas, temporadas ruins. Às vezes, queremos desistir. "

## Lançamento
Os primeiros quatro episódios da série foram lançados em 27 de janeiro de 2020 no YouTube Premium, com os últimos episódios sendo lançados irregularmente. Para usuários sem uma assinatura do YouTube Premium, dois episódios foram lançados por semana, começando com o primeiro episódio em 27 de janeiro de 2020.

## Elenco
- Justin Bieber
- Hailey Bieber
- Scooter Braun
- Allison Kaye
- Ryan Good
- Josh Gudwin
- Poo Bear
- Dr. Daniel Amen
- Dr. Erica Lehman
- Dr. Buzz Mingin
- Billie Eilish[13]
- DJ Khaled[13]
- Usher[13]
- Big Sean[13]
- Quavo[13]
- Ariana Grande[13]
- Jaden Smith[13]
- Kendall Jenner[13]
- Kylie Jenner[13]
- Kris Jenner[13]
- Auston Matthews[13]
- Mitch Marner[13]
- Tyson Barrie[13]